# Coppa delle Coppe (hockey su pista)
La Coppa delle Coppe era una competizione europea di hockey su pista istituita nel 1976 e riservata alle squadre di club vincitrice nella stagione precedente la propria coppa nazionale.
Dalla sua istituzione fino alla stagione 1996 sono state disputate 20 edizioni del torneo.

## Formula del torneo
Alla competizione partecipavano solitamente i club vincitori delle coppe nazionali la stagione precedente. Il torneo prevedeva la disputa di quarti di finale, semifinali e finale con la formula dell'eliminazione diretta tramite partite di andata e ritorno.

## Albo d'oro e statistiche

### Albo d'oro
| Stagione        | Data      | Nazionalità della squadra vincitrice | Vincitore (numero vittorie) | Finalista perdente | Risultato           | Sede della finale/i                     |
| --------------- | --------- | ------------------------------------ | --------------------------- | ------------------ | ------------------- | --------------------------------------- |
| 1976-1977 (1ª)  | 4 giugno  | Portogallo                           | Oeiras                      | Arenys de Munt     | 2-4                 | Arenys de Munt                          |
| 1976-1977 (1ª)  | 18 giugno | Portogallo                           | Oeiras                      | Arenys de Munt     | 4-2 (dts) (3-2 dtr) | Oeiras                                  |
| 1977-1978 (2ª)  | 1º luglio | Portogallo                           | Oeiras (2)                  | Voltregà           | 3-2                 | Oeiras                                  |
| 1977-1978 (2ª)  | 15 luglio | Portogallo                           | Oeiras (2)                  | Voltregà           | 3-3                 | Sant Hipòlit de Voltregà                |
| 1978-1979 (3ª)  | 7 luglio  | Portogallo                           | Oeiras (3)                  | Voltregà           | 10-1                | Oeiras                                  |
| 1978-1979 (3ª)  | 14 luglio | Portogallo                           | Oeiras (3)                  | Voltregà           | 3-6                 | Sant Hipòlit de Voltregà                |
| 1979-1980 (4ª)  | 5 luglio  | Italia                               | AFP Giovinazzo              | Sentmenat          | 4-11                | Sentmenat                               |
| 1979-1980 (4ª)  | 12 luglio | Italia                               | AFP Giovinazzo              | Sentmenat          | 14-4                | Giovinazzo                              |
| 1980-1981 (5ª)  | 13 giugno | Portogallo                           | Sporting CP                 | Cibeles            | 1-4                 | Oviedo                                  |
| 1980-1981 (5ª)  | 27 giugno | Portogallo                           | Sporting CP                 | Cibeles            | 5-2 (dts) (2-0 dtr) | Lisbona                                 |
| 1981-1982 (6ª)  | 24 luglio | Portogallo                           | Porto                       | Sporting CP        | 13-4                | Porto                                   |
| 1981-1982 (6ª)  | 31 luglio | Portogallo                           | Porto                       | Sporting CP        | 7-8                 | Lisbona                                 |
| 1982-1983 (7ª)  | 2 luglio  | Portogallo                           | Porto (2)                   | Benfica            | 2-2                 | Porto                                   |
| 1982-1983 (7ª)  | 16 luglio | Portogallo                           | Porto (2)                   | Benfica            | 6-5                 | Lisbona                                 |
| 1983-1984 (8ª)  | 30 giugno | Spagna                               | Reus Deportiu               | Benfica            | 6-4                 | Reus                                    |
| 1983-1984 (8ª)  | 14 luglio | Spagna                               | Reus Deportiu               | Benfica            | 5-4                 | Lisbona                                 |
| 1984-1985 (9ª)  | 22 giugno | Portogallo                           | Sporting CP (2)             | Walsum             | 1-1                 | Duisburg                                |
| 1984-1985 (9ª)  | 29 giugno | Portogallo                           | Sporting CP (2)             | Walsum             | 8-4                 | Lisbona                                 |
| 1985-1986 (10ª) | 21 giugno | Portogallo                           | Sanjoanense                 | Sporting CP        | 3-3                 | Lisbona                                 |
| 1985-1986 (10ª) | 28 giugno | Portogallo                           | Sanjoanense                 | Sporting CP        | 9-6                 | São João da Madeira                     |
| 1986-1987 (11ª) | 13 giugno | Spagna                               | Barcellona                  | Novara             | 3-4                 | Novara - Palazzetto dello sport         |
| 1986-1987 (11ª) | 23 giugno | Spagna                               | Barcellona                  | Novara             | 5-3                 | Barcellona - Palau Blaugrana            |
| 1987-1988 (12ª) | 11 giugno | Spagna                               | Noia                        | Amatori Lodi       | 11-5                | Sant Sadurní d'Anoia                    |
| 1987-1988 (12ª) | 25 giugno | Spagna                               | Noia                        | Amatori Lodi       | 4-8                 | Lodi                                    |
| 1988-1989 (13ª) | 7 giugno  | Italia                               | Roller Monza                | Porto              | 7-3                 | Brugherio - Palazzetto Paolo VIº        |
| 1988-1989 (13ª) | 21 giugno | Italia                               | Roller Monza                | Porto              | 3-6                 | Porto                                   |
| 1989-1990 (14ª) | 6 giugno  | Spagna                               | Liceo La Coruña             | Rolta              | 9-2                 | Lovanio                                 |
| 1989-1990 (14ª) | 20 giugno | Spagna                               | Liceo La Coruña             | Rolta              | 22-1                | La Coruña - Pazo dos Deportes de Riazor |
| 1990-1991 (15ª) | 25 maggio | Portogallo                           | Sporting CP (3)             | Novara             | 7-6                 | Novara - Palasport Dal Lago             |
| 1990-1991 (15ª) | 8 giugno  | Portogallo                           | Sporting CP (3)             | Novara             | 5-2                 | Lisbona                                 |
| 1991-1992 (16ª) | 16 maggio | Italia                               | Roller Monza (2)            | Voltregà           | 3-3                 | Sant Hipòlit de Voltregà                |
| 1991-1992 (16ª) | 23 maggio | Italia                               | Roller Monza (2)            | Voltregà           | 6-5                 | Brugherio - Palazzetto Paolo VIº        |
| 1992-1993 (17ª) | 27 maggio | Portogallo                           | Barcelos                    | Thunerstern        | 8-0                 | Thun                                    |
| 1992-1993 (17ª) | 5 giugno  | Portogallo                           | Barcelos                    | Thunerstern        | 6-3                 | Barcelos - Pavilhão Municipal           |
| 1993-1994 (18ª) | 2 luglio  | Italia                               | Amatori Lodi                | Voltregà           | 4-3                 | Sant Hipòlit de Voltregà                |
| 1993-1994 (18ª) | 9 luglio  | Italia                               | Amatori Lodi                | Voltregà           | 6-2                 | Lodi - PalaCastellotti                  |
| 1994-1995 (19ª) | 8 aprile  | Italia                               | Roller Monza (3)            | Amatori Lodi       | 6-1                 | Sesto San Giovanni - PalaSesto          |
| 1994-1995 (19ª) | 22 aprile | Italia                               | Roller Monza (3)            | Amatori Lodi       | 4-3                 | Lodi - PalaCastellotti                  |
| 1995-1996 (20ª) | 27 aprile | Spagna                               | Liceo La Coruña (2)         | Amatori Lodi       | 2-5                 | Lodi - PalaCastellotti                  |
| 1995-1996 (20ª) | 12 maggio | Spagna                               | Liceo La Coruña (2)         | Amatori Lodi       | 5-2 (dts) (2-1 dtr) | La Coruña - Pazo dos Deportes de Riazor |

### Edizioni vinte e secondi posti per squadra
| Squadra         | Vittorie | Secondi posti | Anni vittorie    | Anni secondi posti     |
| --------------- | -------- | ------------- | ---------------- | ---------------------- |
| Sporting CP     | 3        | 2             | 1981, 1985, 1991 | 1982, 1986             |
| Oeiras          | 3        | 0             | 1977, 1978, 1979 |                        |
| Roller Monza    | 3        | 0             | 1989, 1992, 1995 |                        |
| Porto           | 2        | 1             | 1982, 1983       | 1989                   |
| Liceo La Coruña | 2        | 0             | 1990, 1996       |                        |
| Amatori Lodi    | 1        | 3             | 1994             | 1988, 1995, 1996       |
| AFP Giovinazzo  | 1        | 0             | 1980             |                        |
| Reus Deportiu   | 1        | 0             | 1984             |                        |
| Sanjoanense     | 1        | 0             | 1986             |                        |
| Barcellona      | 1        | 0             | 1987             |                        |
| Noia            | 1        | 0             | 1988             |                        |
| Barcelos        | 1        | 0             | 1993             |                        |
| Voltregà        | 0        | 4             |                  | 1978, 1979, 1992, 1994 |
| Benfica         | 0        | 2             |                  | 1983, 1984             |
| Novara          | 0        | 2             |                  | 1987, 1991             |
| Arenys de Munt  | 0        | 1             |                  | 1977                   |
| Sentmenat       | 0        | 1             |                  | 1980                   |
| Cibeles         | 0        | 1             |                  | 1981                   |
| Walsum          | 0        | 1             |                  | 1985                   |
| Rolta           | 0        | 1             |                  | 1990                   |
| Thunerstern     | 0        | 1             |                  | 1993                   |

### Edizioni vinte e secondi posti per nazione
| Nazione    | Vittorie | Secondi posti | Squadre vincitrici                                                | Secondi posti                                             |
| ---------- | -------- | ------------- | ----------------------------------------------------------------- | --------------------------------------------------------- |
| Portogallo | 10       | 5             | Oeiras (3) Sporting CP (3) Porto (2) Barcelos (1) Sanjoanense (1) | Benfica (2) Sporting CP (2) Porto (1)                     |
| Spagna     | 5        | 7             | Liceo La Coruña (2) Barcellona (1) Noia (1) Reus Deportiu (1)     | Voltregà (4) Arenys de Munt (1) Cibeles (1) Sentmenat (1) |
| Italia     | 5        | 5             | Roller Monza (3) AFP Giovinazzo (1) Amatori Lodi (1)              | Amatori Lodi (3) Novara (2)                               |
| Belgio     | 0        | 1             |                                                                   | Rolta (1)                                                 |
| Germania   | 0        | 1             |                                                                   | Walsum (1)                                                |
| Svizzera   | 0        | 1             |                                                                   | Thunerstern (1)                                           |

### Titolo più recente
- Liceo La Coruña: 1996
- Roller Monza: 1995
- Amatori Lodi: 1994
- Barcelos: 1993
- Sporting CP: 1991
- Noia: 1988
- Barcellona: 1987
- Sanjoanense: 1986
- Reus Deportiu: 1984
- Porto: 1983
- AFP Giovinazzo: 1980
- Oeiras: 1979

### Titoli consecutivi
3 titoli consecutivi
- Oeiras (1977, 1978, 1979)

2 titoli consecutivi
- Porto: (1982, 1983)